# Akiyo Noguchi
Akiyo Noguchi (野口啓代?, Noguchi Akiyo; Ryūgasaki, 30 maggio 1989) è un'arrampicatrice giapponese. Pratica le competizioni di difficoltà e boulder, l'arrampicata in falesia e il bouldering.

## Biografia
Ha cominciato ad arrampicare a dodici anni, dedicandosi sia all'arrampicata con corda (lead climbing) che ai boulder, specialità quest'ultima in cui eccelle. Dal 2007 prende parte alla Coppa del mondo boulder. In quel primo anno gareggia in quattro gare su sette, salendo tre volte sul podio (due secondi posti e un terzo posto) e concludendo sesta nella classifica finale. Nella stagione 2008 vince la sua prima tappa a Montauban e ottiene il secondo posto finale alle spalle Anna Stöhr. Nella stagione 2009 con tre vittorie, un secondo e un terzo posto su cinque gare, si aggiudica la sua prima Coppa, davanti alla rivale Stöhr. Nel 2010 vince una seconda Coppa. Questi risultati le hanno valso il La Sportiva Competition Award nel 2010, con la motivazione: 

## Palmarès

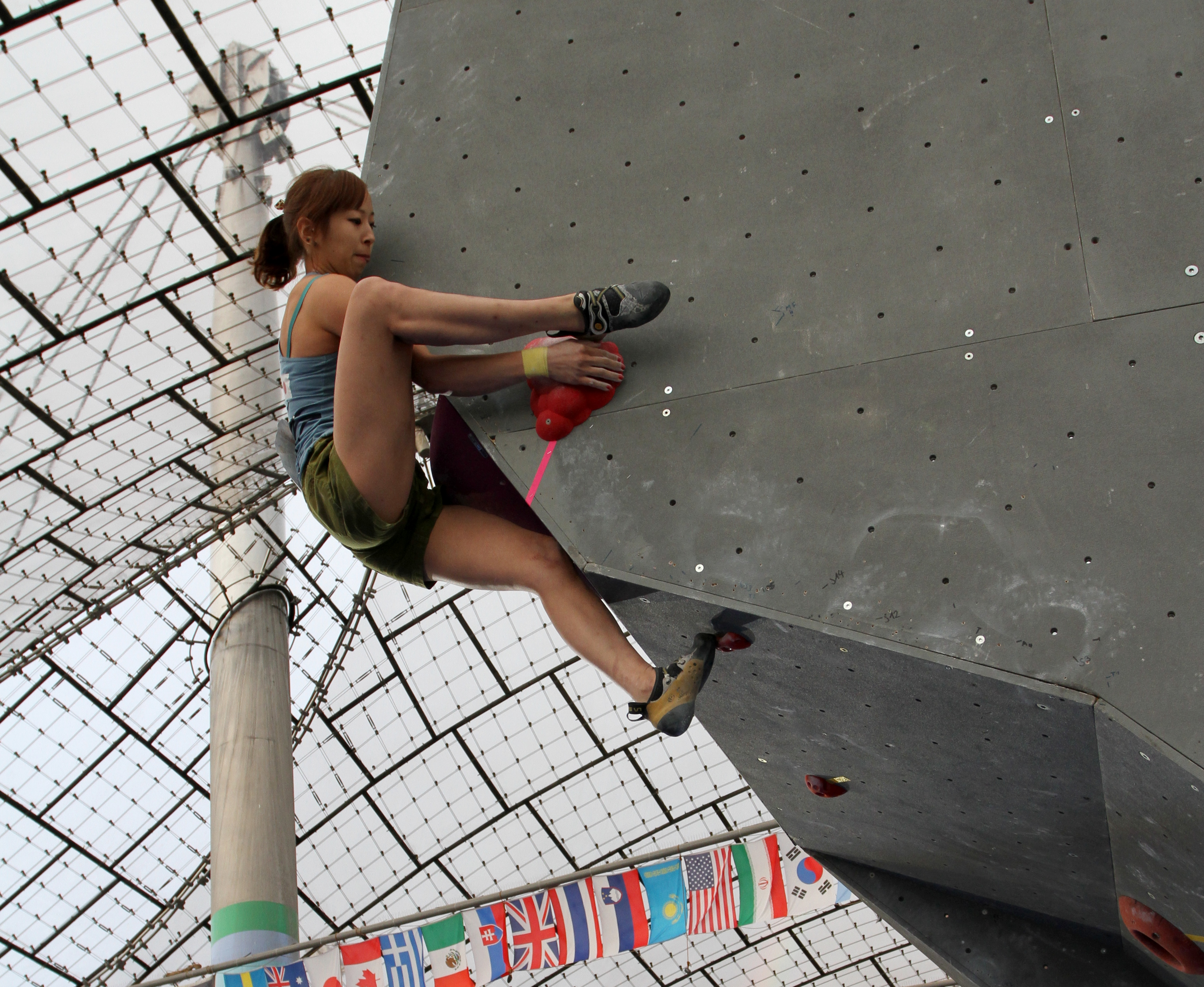
Akiyo Noguchi a Monaco nell'ultima prova della Coppa del mondo di arrampicata 2012 di boulder.

### Coppa del mondo
|         | 2005 | 2006 | 2007 | 2008 | 2009 | 2010 | 2011 | 2012 | 2013 | 2014 |
| ------- | ---- | ---- | ---- | ---- | ---- | ---- | ---- | ---- | ---- | ---- |
| Lead    | 42   | 21   | 24   | 5    | 11   | 8    | 20   | 13   | 7    | 10   |
| Boulder |      |      | 6    | 2    | 1    | 1    | 2    | 2    | 2    | 1    |

### Campionato del mondo
|         | 2007 | 2009 | 2011 | 2012 | 2014 |
| ------- | ---- | ---- | ---- | ---- | ---- |
| Lead    | 11   | 8    |      |      | 9    |
| Boulder | 2    | 5    | 5    | 6    | 3    |

## Statistiche

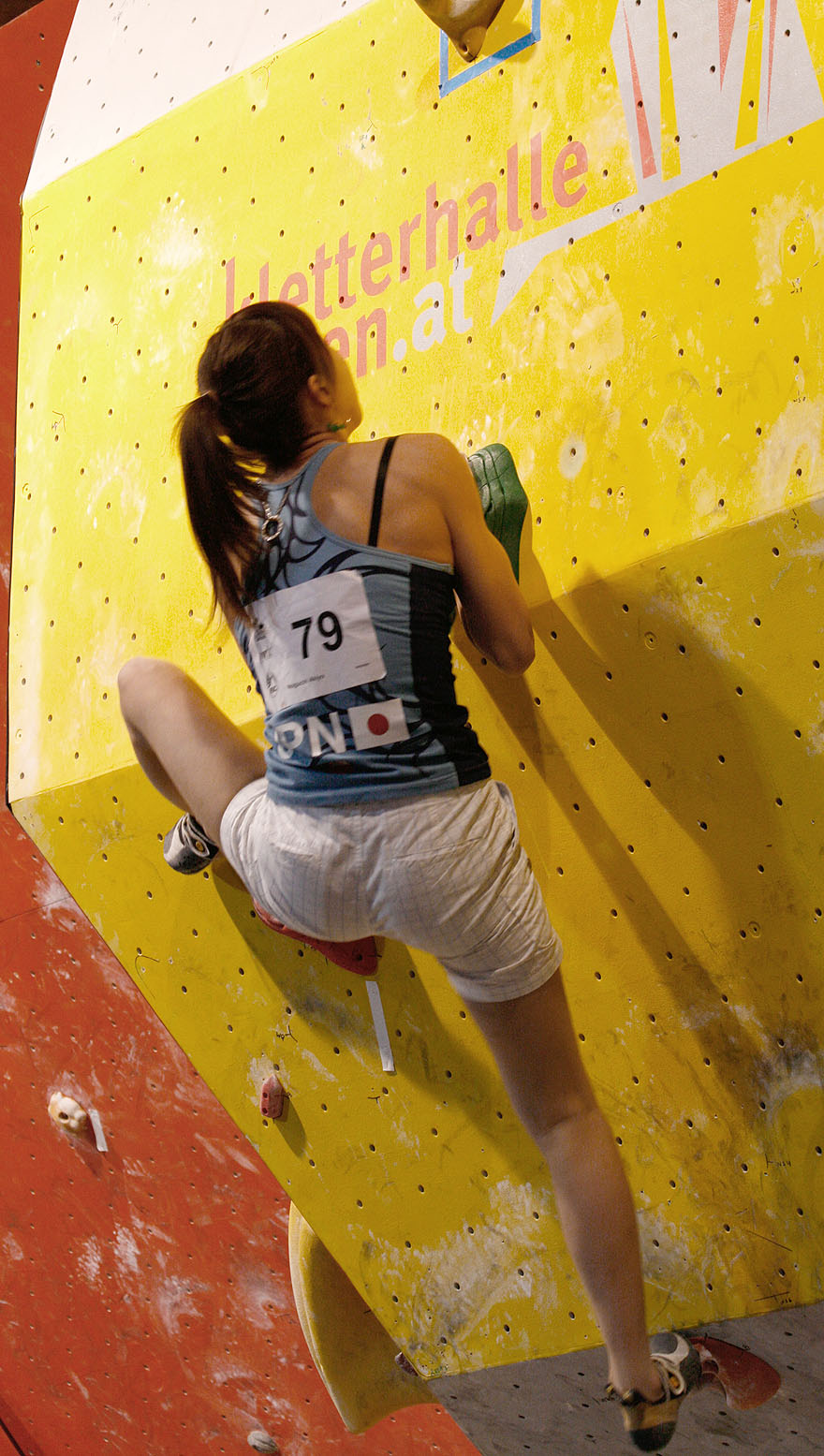
Akyiko Noguchi a Vienna nella seconda prova della Coppa del mondo di arrampicata 2010 di boulder.

### Podi in Coppa del mondo boulder
| Stagione | 1º | 2º | 3º | Podi totali |
| -------- | -- | -- | -- | ----------- |
| 2007     |    | 2  | 1  | 3           |
| 2008     | 1  | 1  | 1  | 3           |
| 2009     | 3  | 1  | 1  | 5           |
| 2010     | 2  | 1  | 1  | 4           |
| 2011     | 4  | 1  |    | 5           |
| 2012     | 3  |    |    | 3           |
| 2013     |    | 3  | 2  | 5           |
| 2014     | 4  | 1  | 2  | 7           |
| Totale   | 17 | 10 | 8  | 35          |

## Falesia
- 8b/5.13d:
  - Liquid Finger - Joyama (JPN) - 12 dicembre 2008

## Boulder
Ha salito due boulder di 8a entrambi in Giappone.

## Riconoscimenti
- La Sportiva Competition Award nel 2010